# 航空運送事業許可
航空運送事業許可（air operator's certificate: AOC）は商業目的の航空運送事業を行う際に必要な事業許可。許可を得るためには安全運行に必要な人員、資機材、資産、システムが要求される。許可証には許可される航空機の種別と事業地域が記される。